# Puente de Tajo und Puente Almonte (N-630)
Die Puente de Tajo und die Puente Almonte sind zwei weitgehend baugleiche Doppelstockbrücken über die Arme des Alcántara-Stausees in der Nähe von Cáceres, Extremadura, in denen früher der Tajo bzw. der Río Almonte flossen.
Sie führen die N-630 Gijón-Salamanca-Cáceres-Sevilla auf der Fahrbahnplatte und die Eisenbahnstrecke Madrid–Lissabon in dem Hohlkasten darunter über die Arme des Stausees.
Die von 1965 bis 1968 erstellten Spannbetonbrücken hielten damals mit den Stützweiten ihres mittleren Feldes von 85 m den Weltrekord für Eisenbahnbrücken aus Spannbeton.

## Name
Die Brücken werden heute schlicht nach den Namen der überquerten ehemaligen Flüsse benannt. Ursprünglich wurden sie in Anlehnung an die Geschichte Puente de Alconetar und Puente de la Plata genannt. Damals wurden die Überreste der römischen Puente de Alconétar noch nicht mit diesem vereinfachenden Namen bezeichnet. Bis zum Bau der weiter östlich verlaufenden Autovía A-66 Ruta de la Plata mit der Talbrücke Alconétar oder der Schnellfahrstrecke Lissabon–Madrid mit der Tajo-Eisenbahnbrücke und der Almonte-Eisenbahnbrücke in unmittelbarer Nachbarschaft sollten noch Jahre vergehen.

## Geschichte
Die römische Alconétar-Brücke trug die Vía de la Plata, die bedeutendste Nord-Süd-Verbindung im westlichen Hispanien, über den Tajo. Nach dem Verfall von Brücke und Straße im Mittelalter wurde der Fluss während der nächsten Jahrhunderte mit Fähren überquert. Verschiedene Pläne zum Wiederaufbau der Brücke verliefen ergebnislos.
Die erste Brücke der Neuzeit in dieser Gegend war die Eisenbahnbrücke, die Gustave Eiffel zwischen 1880 und 1881 für die Strecke Madrid–Lissabon errichten ließ. Es war eine eingleisige, 367 m lange Brücke mit obenliegendem Gleis. Ihre 8 Felder waren 37,72 + 6×48,51 + 37,72 m lang und bestanden aus einer 5,40 m hohen und 5,50 m breiten schmiedeeiserne Fachwerkkonstruktion, die noch deutlich an Gitterträger erinnerte.
Die erste Straßenbrücke an dieser Stelle, mit der die N-630 den Tajo querte, wurde erst 1927 gebaut. Es war eine 357,75 m lange Stahlbetonbrücke mit 12 parabelförmigen Doppelbögen mit aufgeständerter Fahrbahn. Ihre Bögen hatten Stützweiten von 27,20 m, die über den 11 kurzen Pfeilern 2,85 m stark waren.
Die eiserne Eisenbahnbrücke war den Belastungen der schwerer gewordenen Lokomotiven und Züge nicht mehr gewachsen. Sie wurde 1932 durch eine Bogenbrücke mit 15 Bögen aus Stahlbeton ersetzt. Die Eisenkonstruktion der alten Brücke wurde demontiert; ihre geraden Pfeiler waren bis zur Flutung durch den Stausee noch sichtbar.
Anfang der 1960er Jahre begann die Hidroeléctrica Española (heute Iberdrola) mit den Vorarbeiten für den rund 70 km langen Alcántara-Stausee, die den Bau einer Reihe von Straßen und Brücken vorsahen. Dazu gehörte die Verlegung der Römerbrücke sowie der Bau der Puente de Alconetar und der Puente de la Plata, zwei Doppelstockbrücken für die N-630 und die Eisenbahnstrecke.

## Beschreibung
Die Puente de Tajo () ist 340 m lang. Sie hat 7 Felder mit Stützweiten von 12,5 + 50,0 + 65,0 + 85,0 + 65,0 + 50,0 + 12,5 m.
Die 3,3 km weiter südwestlich stehende Puente Almonte () ist 307,5 m lang. Ihre ebenfalls 7 Felder haben Stützweiten von 12,5 + 50,0 + 65,0 + 85,0 + 48,5 + 36,5 + 10,0 m.
Die Pfeiler beider Brücken sind aus Stahlbeton mit einem einheitlichen „Doppel-T“-Querschnitt. Ihr Höhe variiert zwischen 24,0 m und 59,9 m.
Beide Brücken sind 10,5 m breit. Ihre Fahrbahnplatte ist aufgeteilt in eine 8,5 m breite zweispurige Fahrbahn und zwei 1,0 m breite Gehwege, die heute durch die später montierten Leitplanken etwas eingeengt sind – aber in dieser einsamen Gegend gibt es wenige Fußgänger.
Die Fahrbahnplatte ist gleichzeitig die Deckplatte des 6,5 m breiten und 7,9 m hohen Spannbeton-Hohlkastens, in dem das Gleis der Eisenbahn verläuft.
Die Brücken wurden von beiden Seiten aus im Freivorbau gebaut. Das erste Feld wurde mit Hilfspfeilern gestützt, danach wurde der Freivorbau durch Hilfspylone auf den Pfeilern abgespannt.
Der Entwurf der Brücken wurde im Konstruktionsbüro der Dywidag unter der Leitung von Ulrich Finsterwalder erstellt, ausgeführt wurden sie durch eine Arge aus den Unternehmen Dywidag, Beton- und Monierbau, Caminos y Puertos und Edificios y Obras.